# Eremophila dempsteri
Eremophila dempsteri är en flenörtsväxtart som beskrevs av Ferdinand von Mueller. Eremophila dempsteri ingår i släktet Eremophila och familjen flenörtsväxter. Inga underarter finns listade i Catalogue of Life.